# Chuck Chuckovits
Charles H. Chuckovits, detto Chuck (Akron, 10 luglio 1912 – Sylvania, 12 agosto 1991), è stato un cestista statunitense, professionista nella NBL.

## Palmarès
- NBL MVP (1942)
- All-NBL First Team (1942)
- Miglior marcatore NBL (1942)
- All Tournament Team WPBT (1941)